# Деарне, Давид
Дави́д Кевин Дени Деарне́ (фр. David Kevin Denis Desharnais; род. 14 сентября 1986, Лорье-Стасьон, Квебек) — канадский хоккеист, нападающий клуба швейцарской лиги «Фрибур-Готтерон».

## Карьера
Первым клубом Давида Деарне, уроженца маленького городка в канадской провинции Квебек, был «Шикутими Сагенинс», выступающий в QMJHL. За 4 сезона молодой форвард, завершивший карьеру в команде в качестве её капитана, набрал в 262 играх 374 очка по системе «гол+пас» и трижды удостаивался Памятного приза Фрэнка Дж. Селки (награды, аналогичной Леди Бинг Трофи в НХЛ). Тем не менее, несмотря на все успехи на юниорском уровне, Давид Деарне не был задрафтован ни одной командой НХЛ.
Первой командой, обратившей внимание на молодого форварда, был «Монреаль Канадиенс», в 2007 году пригласивший Деарне в свой летний тренировочный лагерь. Тогда канадский клуб не предложил игроку контракта и Давид Деарне присоединился к клубу «Цинциннати Сайклонз», выступающему в ECHL. Сезон 2007-08 оказался самым удачным и для американской команды («Цинциннати» впервые в своей истории выиграл чемпионат ECHL), и для её форварда: Давид Деарне, набравший за сезон 106 очков результативности (и ещё 33 — в играх плей-офф), был признан не только новичком года, но и самым ценным игроком лиги. По окончании сезона в ECHL «Монреаль Канадиенс» заключил с Деарне двусторонний контракт сроком на 2 года.
В 2009 году форвард дебютировал в НХЛ; в 2011 году клуб продлил соглашение с Деарне ещё на 2 года. Самым удачным для Деарне в НХЛ стал сезон 2011/12, когда он набрал 60 очков (16+44) в 81 матче.
28 февраля 2017 года был обменян в «Эдмонтон Ойлерз» на 26-летнего защитника Брэндона Дэвидсона. В 18 матчах регулярного чемпионата набрал за «Ойлерз» 4 очка (2+2). В плей-офф в 13 матчах набрал 4 очка (1+3)
4 июля 2017 года подписал однолетний контракт с «Нью-Йорк Рейнджерс». В 71 матче регулярного сезона набрал 28 очков (6+22). В плей-офф «Рейнджерс» в сезоне 2017/18 не вышли.
Всего в регулярных чемпионатах НХЛ провёл 524 матча, в которых набрал 282 очка (87+195).
2 июля 2018 года Деарне подписал однолетний контракт с ярославским «Локомотивом», выступающим в КХЛ. Вскоре, по обоюдному согласию сторон, контракт был расторгнут. Деарне не сыграл за «Локомотив» в КХЛ ни одного матча.
Перед сезоном 2018/19 подписал однолетний контракт с другим клубом КХЛ — «Авангардом». 2 сентября 2018 года дебютировал за «Авангард» в гостевом матче с «Локомотивом» и набрал одно очко за результативную передачу («Авангард» победил 4:0). В 11 матчах сентября 2018 года отметился 4 результативными передачами, но не забил ни одной шайбы. В матче с магнитогорским «Металлургом» 13 сентября 2018 года получил матч-штраф, из-за чего был дисквалифицирован на одну игру и подвергнут денежному штрафу.
Уже в первых играх за «Авангард» проявил себя как мастер вбрасываний: 24 сентября в игре против Амура выиграл 17 из 20 вбрасываний (85 %), 2 октября против «Витязя» выиграл 15 из 18 вбрасываний (83 %), 11 октября против «Слована» выиграл 17 из 19 вбрасываний (89 %).
9 октября 2018 года в гостевом матче с «Салаватом Юлаевым» в своей 15-й игре за «Авангард» забросил первую шайбу, сделав рекордные для себя пять бросков, также отметился результативной передачей на Максима Чудинова, однако «Авангард» уступил 2:3, перебросав соперника в гостях с рекордным показателем 64-11. 14 октября забросил шайбу в победном матче против «Барыса» в Балашихе (5:3).
26 апреля 2019 года со своим одноклубником по «Авангарду» Виктором Стольбергом, заключил двухлетнее соглашений со швейцарским клубом «Фрибур-Готтерон».

## Достижения
- Личные:

Обладатель Фрэнк Джей Селки Мемориал Трофи (3): 2005, 2006, 2007
Обладатель Джентльмен года CHL: 2007
Новичок года ECHL: 2008
Самый ценный игрок ECHL: 2008
- Командные:

Чемпион ECHL: 2008